# Real Club Marítimo del Abra y Real Sporting Club
El Real Club Marítimo del Abra y Real Sporting Club es un club náutico situado en Guecho, Vizcaya (España). Es uno de los clubes más importantes de España, junto con el resto de miembros de la Asociación Española de Clubes Náuticos (AECN), a la que pertenece. 
El 26 de noviembre de 1973 su monumental y emblemático edificio social fue completamente destruido por una acción terrorista de ETA. El Club perdió el edificio y su contenido de cuadros, trofeos y recuerdos. Su sede social actual fue inaugurada en junio de 1976 y es obra de los arquitectos Eugenio Aguinaga e Iñigo Eulate al ser elegido su proyecto primer premio en el concurso convocado al efecto. La nueva sede social también ha sufrido dos ataques terroristas más por parte de ETA.

## Historia
Es el resultado de la unión llevada a cabo en 1972 de los clubes Real Sporting Club, fundado en 1898, y Real Club Marítimo del Abra, fundado en 1902.
El Real Sporting Club, fundado en 1898, tenía su sede en una batea, construida en los Astilleros del Nervión, de 25 metros de eslora por 10 metros de manga y 1 metro aproximado de calado, a la que en 1909 se le añadieron 9 metros más de eslora, que se situaba en Portugalete, en el Abra, todos los veranos y se invernaba en Axpe (Erandio). En el invierno de 1980 esta histórica sede se fue a pique. En 1901 obtuvo el título de "Real", y en 1905 organizó la primera Copa del Rey en honor de Alfonso XIII, competición que desde 1982 organiza el Real Club Náutico de Palma. En el Sporting se elaboraron los primeros Reglamentos de Regatas de España y se fundó la Federación de Clubes del Cantábrico, germen de la actual Real Federación Española de Vela. Entre 1939 y 1952 se denominó Real Club de Regatas. En 1957, el regatista Juan Manuel Alonso-Allende, del Real Sporting, gana por primera vez para España el campeonato del mundo de la clase Snipe, con Gabriel Laiseca de tripulante, a bordo del "Guadalimar". En 1959 organizó el primer campeonato de España de la clase Dragon. 
El Real Club Marítimo del Abra se fundó en 1902, y ya en 1910 celebró conjuntamente con el Sporting una regata, rubricando esta cooperación en 1921 con la creación de la Copa del Abra.

## Puerto
Gestiona el puerto deportivo del Real Club Marítimo del Abra – Real Sporting Club en Las Arenas.

## Deportistas

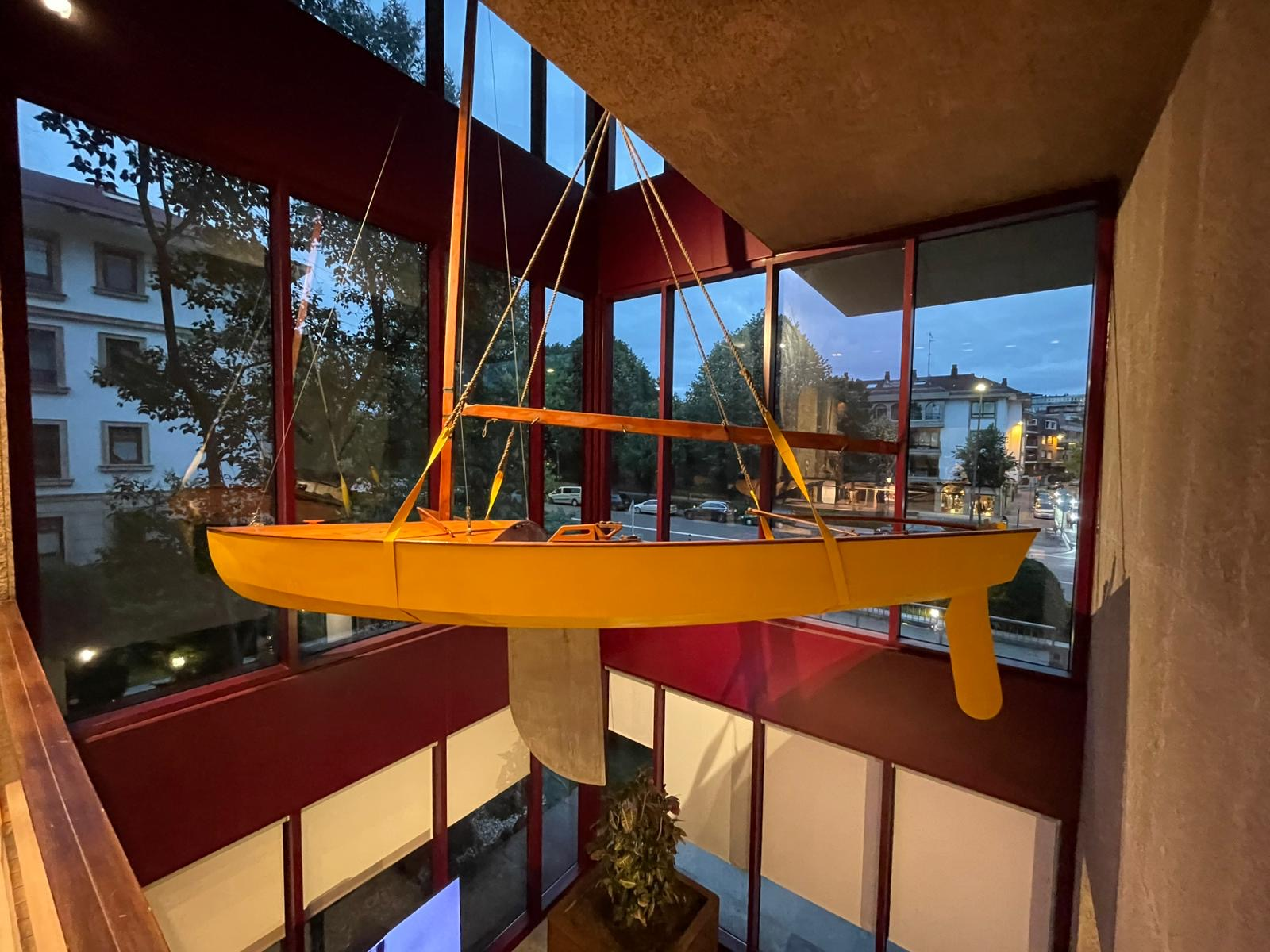
El Snipe "Guadalimar", con el que Juan Manuel Alonso-Allende y Gabriel Laiseca ganaron el primer campeonato del mundo para España, en 1957, expuesto en el club.

Juan Manuel Alonso-Allende y Gabriel Laiseca ganaron el primer campeonato del mundo para España, en la clase Snipe, en 1957. Pedro de Galíndez, Luis Arana Urigüen, Javier Arana Ibarra, Álvaro de Arana Churruca y José María de Arteche Olabarria fueron olímpicos en 1928 en la clase 6 Metre. Zulema Calvo y Mariana Buesa ganaron el campeonato de Europa de la clase L'Equipe en 2003 y Manolo Rey-Baltar Abascal y Borja Reig el europeo juvenil de Snipe en 2021.